# Xperia X Performance
Sony Xperia X Performance（ソニー エクスペリア エックス パフォーマンス）は、ソニーモバイルコミュニケーションズによって開発された、第4世代移動通信システム対応のAndroid搭載端末である。2016年2月22日にスペイン・バルセロナの携帯電話展示会「MWC2016」にてソニーモバイルコミュニケーションズよりグローバルモデルが発表された。この時点で日本国内での販売も予告されていた。
製品番号は、F8131、F8132、SO-04H、SOV33、502SO。
日本国内ではKDDI・沖縄セルラー電話連合（以下・au）とNTTドコモ、ソフトバンクから発売されている。

## 概要
Xperia X Performanceは、日本国内で販売される最初のXperia Xシリーズ端末である。SoCが米Qualcomm社のSnapdragon 820に変更され、基本性能が従来機種から大きく向上した。
電源関連では、従来機種と比べてスタミナ面の強化が図られており、最大3日間の長寿命を実現している。また、バッテリーの劣化を遅らせる米Qnovo社の技術を最初に採用した端末でもあり、従来機種と比較して最大2倍劣化しにくくなっている。
カメラ性能では新たに先読みオートフォーカスを搭載。被写体の動きを予測することによって、より正確に被写体を捉えることが可能となっている。さらに、フロントカメラは1320万画素にスペックアップ。広角なレンズも搭載し、セルフィーに最適な画質となった。
デザイン面では、背面にXperiaシリーズでは初となる金属素材を採用しており、WhiteとGraphite Blackはヘアライン加工、Lime GoldとRose Goldにはサンドブラスト加工がそれぞれ施されている。しかし国内版であるSO-04H、SOV33、502SOでは電波感度の制約上、背面下部に樹脂製の部品が埋め込まれているなど、一部仕様が異なる。
このモデルからXperia XZsまで、NFC/FeliCaポートの位置が従来の背面から前面上部に変更され、FeliCaのロゴが印字されなくなった。